# W.H. Turner
W.H. Turner (ur. w 1877 roku w Buffalo) – amerykański kierowca wyścigowy.

## Kariera
W swojej karierze Turner startował głównie w Stanach Zjednoczonych w mistrzostwach AAA Championship Car oraz towarzyszącym mistrzostwom słynnym wyścigu Indianapolis 500. W sezonie 1911 Amerykanin wystartował w trzech wyścigach. W Indy 500 osiągnął linię mety jako ósmy. Z dorobkiem dziewięćdziesięciu punktów został sklasyfikowany na 37 miejscu w końcowej klasyfikacji kierowców.